# 浜松市立雄踏中学校
浜松市立雄踏中学校（はままつしりつ ゆうとうちゅうがっこう）は、静岡県浜松市中央区雄踏町にある市立中学校。

## 沿革
- 1947年（昭和22年）
  - 4月1日 - 創立認可
  - 10月1日 - 開校、小学校中央西廊下側第1・2・3校舎使用
- 1948年（昭和23年）4月1日 - 小学校中央西廊下側第2・3・4校舎使用
- 1949年（昭和24年）4月1日 - 第1校舎落成(343坪)一部移転小学校中央廊下東側第4校舎使用
- 1951年（昭和26年）
  - 4月4日 - 第2校舎落成(400坪)全生徒移転
  - 9月1日 - 運動場完成(5,020.83坪)
- 1952年（昭和27年）9月10日 - 小学校4校舎3教室を移転し、中学校第3校舎とする。
- 1953年（昭和28年）3月30日 - 講堂完成
- 1955年（昭和30年）9月12日 - プール完成(長さ25m、巾15m)
- 1957年（昭和32年）
  - 1月13日 - 雄踏町上下水道完成(昭和31年11月22日)に伴い水道に切りかえる。
  - 12月21日 - 特別教室鉄筋二階建校舎落成
- 1960年（昭和35年）6月 - 運動場北側金網設置
- 1963年（昭和38年）6月17日 - 鉄筋三階建校舎落成
- 1964年（昭和39年）2月15日 - 技術室落成
- 1965年（昭和40年）6月30日 - 前庭第2期工事完成(校門を含む)
- 1966年（昭和41年）7月 - 温室完成
- 1967年（昭和42年）4月15日 - 新プール完成(長さ50m、公認プール)
- 1970年（昭和45年）
  - 7月21日 - 体育館落成
  - 12月20日 - 旧プール(25m)撤去
- 1975年（昭和46年）
  - 4月 - 運動場拡張整備工事完成
  - 7月 - 運動場芝付作業完成
- 1978年（昭和53年）9月7日 - 校舎窓枠取替、外壁塗装工事完成
- 1981年（昭和56年）8月20日 - プレハブ校舎完成
- 1983年（昭和58年）
  - 9月25日 - 体育館フロアー修復塗装工事完成
  - 12月5日 - プール塗装、周辺整備工事完成
  - 12月27日 - 雄踏中移転地決まる。
- 1984年（昭和59年）
  - 9月5日 - 新校舎起工式
  - 12月18日 - 体育館・プール建築工事安全祈願祭
- 1985年（昭和60年）8月 - 新校舎・プール・体育館落成
- 1995年（平成7年）11月7日 - 創立50周年記念式典
- 2005年（平成17年）7月1日 - 天竜川・浜名湖地域12市町村合併により、浜松市立雄踏中学校となる。

## 学校教育構想

### 校訓
「創造一路」

### 学校教育目標
豊かな心を持ち、未来を創造する生徒
- 確かな知性
- 豊かな感性
- 健やかな心身

## 年間行事
4月
入学式
5月
校内体育大会
10月
文化発表会
3月
卒業式
また、1年間を通じて、校内放送を利用した「放送漢字テスト（放漢）」を毎週水曜日に行っている。

## アクセス
- 遠鉄バス志都呂宇布見線 「雄踏中学北」停留所から、徒歩3分